# The Crazies – Fürchte deinen Nächsten
The Crazies – Fürchte deinen Nächsten ist ein US-amerikanischer Survival-/Horrorfilm aus dem Jahr 2010. Regie führte Breck Eisner. Die Inszenierung ist eine Neuverfilmung des Films Crazies von George A. Romero aus dem Jahr 1973, der in der Neuauflage als Executive Producer mitwirkt. Der Film startete am 27. Mai 2010 in den deutschen Kinos.

## Handlung
Im US-Bundesstaat Iowa zieht das Grauen in die ländliche Kleinstadt Ogden Marsh ein. Der Redneck Rory taumelt apathisch mitten in ein Baseballspiel. Mit der geladenen Flinte in der Hand, geht er auf das Feld. Sheriff David Dutton und sein Deputy Russell Clank greifen ein und versuchen vergeblich, Rory zur Vernunft zu bringen. David tötet sein Gegenüber schließlich in Notwehr. Doch das ist erst der Auftakt zu einer Reihe von schockierenden Ereignissen. Immer mehr Bewohner Ogden Marshs verwandeln sich in emotionslose, von Blutergüssen übersäte Bestien, die ihren Mitbürgern nach dem Leben trachten. Gleichzeitig werden im Ort mehrere schwarze Limousinen gesichtet, die beim Näherkommen plötzlich davonfahren. Als auch das Telefon- und Mobilfunknetz sabotiert werden, vermutet David als Ursache der Seuche einen Vorfall, der von den Behörden geheim gehalten werden soll. Seine Nachforschungen ergeben, dass ein Militärflugzeug in der Nähe abgestürzt ist und nun am Grund des Trinkwassersees des Ortes liegt.
Das US-Militär versucht, dem Drama durch rigoroses Durchgreifen mit Waffengewalt ein Ende zu setzen. Ogden Marsh wird abgeriegelt. Im Anschluss werden die Infizierten, Menschen mit erhöhter Körpertemperatur, aussortiert und interniert. David und seine schwangere Frau, die Ärztin Judy, werden kurzzeitig getrennt, weil das Militär während einer Kontrolle bei ihr erhöhte Temperatur misst. Sie wird auf eine Station gebracht, in der mehrere Infizierte um sie herum an Betten geschnallt sind. Während David versucht, sich Waffen zu besorgen, trifft er auf Russel, den er aus den Augen verloren hatte und der sich ebenfalls vor den Militärs versteckt hält.
Plötzlich verlassen die Soldaten und die Ärzte fluchtartig das Krankenhaus, nachdem draußen zu sehen ist, wie Infizierte und Nichtinfizierte die Abzäunung durchbrochen haben und auf das Gelände stürmen.
Nach einiger Zeit tauchen Infizierte auf, doch David und Russel können Judy befreien. Ihnen schließt sich jetzt auch die junge Becca an.
Die vier fliehen vor den Soldaten und wahnsinnigen Gestalten und versuchen so, der einstigen Idylle zu entkommen. Unterwegs müssen sie sich mit ihrem Wagen vor einem herannahenden Militärhubschrauber in einer Waschstraße verstecken. Diese wird von plötzlich auftauchenden Infizierten in Gang gesetzt. Während der Wagen unweigerlich in die Waschstraße hineingezogen wird, greifen mehrere Infizierte die Insassen an. Endlich kann David den Wagen in Bewegung setzen und als sie es fast geschafft haben, wird Becca mit einem Schlauch um den Hals aus dem Wagen gerissen und erhängt. Die übrigen drei springen aus dem Auto und laufen zurück um sie zu retten, was aber zu spät ist. Dabei töten sie noch weitere Infizierte. Als sie gerade um Becca trauern, wird der Wagen durch eine Luft-Boden-Rakete aus dem Hubschrauber gesprengt und die drei müssen ihre Flucht zu Fuß fortsetzen.
Unterwegs versucht David, eine herannahende schwarze Limousine aufzuhalten, doch Russel kommt ihm zuvor und hält den Wagen mit einer Nagelsperre auf. David zwingt den Fahrer, offenbar einen Bundesagenten, die Informationen über die Seuche preiszugeben. Er erfährt, dass der Grund für die ausgebrochene Epidemie eine biologische Waffe ist, ein Tollwutvirus namens Trixie zur „Destabilisierung der Bevölkerung von Krisengebieten“. Kaum hat der Agent zu Ende geredet, wird dieser von Russel erschossen.
Langsam wird deutlich, dass auch Russel infiziert ist. Er zwingt die beiden mit Waffengewalt dazu, vor ihm herzulaufen.
Es gelingt David nach einiger Zeit, Russel zu entwaffnen und dieser weiß, dass etwas mit ihm nicht stimmt. Trotz Bedenken nehmen David und Judy ihn weiter mit.
Als sie auf eine große, militärische Straßensperre treffen, lenkt der infizierte Russell die Soldaten ab und lässt sich erschießen. Judy und David kommen unbemerkt an der Sperre vorbei und entdecken an einer Raststätte eine Ansammlung von Lastwagen, die zu ihrem Schrecken auch Leichen von nicht infizierten Bewohnern des betroffenen Landstrichs im Inneren haben. In der LKW-Werkstatt der Raststätte kommt es erneut zu einer Auseinandersetzung zwischen den beiden und Infizierten. Sie können die Infizierten töten und mit einem LKW weiterfahren. Über Funk hören sie einen Countdown. Als der bei Null ist, beobachten Judy und David, wie das abgeriegelte Gebiet um Ogden Marsh durch eine Atombombe zerstört wird. Am Ende marschieren sie in die Stadt Cedar Rapids, nicht wissend, dass die Metropole gleichsam dem Untergang geweiht ist. Das Bild zoomt heraus und erweist sich als Satellit, der gerade Daten über die Stadt abruft, auf die David und Judy zulaufen.
Im Abspann erklärt ein Nachrichtensprecher, dass die Stadt Ogden Marsh durch die Explosion eines Chemiewerks zerstört worden sei. Die Nachrichtensendung wird abgebrochen als sich ein Infizierter auf die Kamera stürzt.

## Hintergrund
Filmregisseur George A. Romero bediente sich in seinen Frühwerken des Öfteren der Seuchen- und Untotenthematik. Crazies aus dem Jahr 1973 entstand zwischen den beiden Zombiefilmen Die Nacht der lebenden Toten (1968) und Zombie (1978). Im Gegensatz zu den wandelnden und instinktgetriebenen Wiedergängern wurden in Crazies durch den Einsatz eines Militärkampfstoffes Menschen verrückt und begannen gegen ihre Nächsten vorzugehen. Diese verfügten über gesteigerte Motorik und gute Reaktionsfähigkeiten.
Die Neuverfilmung folgt im Wesentlichen Romeros Original, wenngleich das Ende abweicht. So wird in der Ur-Fassung die Rettung in Form eines Gegenmittels in Aussicht gestellt, während in der Neuauflage, Eisners viertem abendfüllenden Spielfilm, ein mögliches Immunserum ungenannt bleibt. Zudem greift die Seuche auf eine Großstadt über.

## Kritiken
„Effektvolles, sozialkritisches Horror-Remake um einen mörderischen Virus – zwar kaum originell, aber packend umgesetzt.“

„Breck Eisners The Crazies wird für die Filmgeschichte keine größere Relevanz erlangen als George Romeros, zumal auch der Gewaltpegel die Zielgruppe auf Fans des Zombie-Genres beschränkt. Doch trotz einiger Längen im letzten Drittel kann unterm Strich eine glatte Empfehlung ausgesprochen werden. Ernst gemeinter Horror war seit langem nicht mehr so unterhaltsam.“

„Spannend und temporeich entwickelter Horrorfilm-Remake mit drastischen Gewaltszenen, die überwiegend jedoch nicht zum Selbstzweck geraten, sondern den Verfall einer kleinbürgerlichen Gesellschaft und die Verantwortungslosigkeit staatlicher Institutionen nachzeichnen.“

„Die Spannungsmomente werden geschickt gehalten, die Kämpfe sind mitreißend inszeniert, und hin und wieder suhlen sie sich in ihrer einfallsreich-absurden Brutalität. Wäre der Film eine Maschine, man müsste ihn als gut geölt und effizient bezeichnen.“